# Kosztowo (gromada)
Kosztowo – dawna gromada, czyli najmniejsza jednostka podziału terytorialnego Polskiej Rzeczypospolitej Ludowej w latach 1954–1972.
Gromady, z gromadzkimi radami narodowymi (GRN) jako organami władzy najniższego stopnia na wsi, funkcjonowały od reformy reorganizującej administrację wiejską przeprowadzonej jesienią 1954 do momentu ich zniesienia z dniem 1 stycznia 1973, tym samym wypierając organizację gminną w latach 1954–1972.
Gromadę Kosztowo z siedzibą GRN w Kosztowie utworzono – jako jedną z 8759 gromad na obszarze Polski – w powiecie wyrzyskim w woj. bydgoskim, na mocy uchwały nr 24/18 WRN w Bydgoszczy z dnia 5 października 1954. W skład jednostki weszły obszary dotychczasowych gromad Kosztowo, Dobrzyniewo i Młotkówko ze zniesionej gminy Wyrzysk w tymże powiecie. Dla gromady ustalono 23 członków gromadzkiej rady narodowej.
31 grudnia 1959 z gromady Kosztowo wyłączono wsie Dobrzyniewo i Młotkówko, włączając je do gromady Falmierowo w tymże powiecie, po czym gromadę Kosztowo zniesiono, włączając jej (pozostały) obszar do nowo utworzonej gromady Wyrzysk w tymże powiecie.